# Cotoneaster majoricensis
La cornera o Cotoneaster majoricensis, és un arbust caducifoli endèmica de la Serra de Tramuntana de Mallorca de la família Rosaceae.
La cornera és un arbust caducifoli que pot arribar a superar els 2,5 m d'alçada. Fou descobert l'any 2002 al massís del Puig Major, en penyals d'accessibilitat difícil. Tot i que un individu pot arribar a presentar diversos centenars de flors, només una proporció relativament baixa arriba a desenvolupar fruits viables. La seva biologia reproductiva és desconeguda, però en el gènere Cotoneaster són freqüents les espècies que presenten mecanismes de reproducció apomíctics. Floreix des de finals de maig fins a mitjans de juliol i la fructificació es produeix entre mitjans i finals de juny i mitjans del mes d'agost.
L'exploració acurada de les zones altes de la Serra de Tramuntana ha revelat l'existència d'aquesta espècie també a la Serra des Teixos, al massís de Massanella, a més del Puig Major. Aquestes poblacions estan exposades a una situació de risc molt alt degut al baix nombre d'efectius, que sumen 52 plantes, de les quals 28 són reproductives; al baix reclutament; a la intensa predació sobre els adults i les plàntules per part de cabres assilvestrades; a les pertorbacions antròpiques, trepig i abocament de residus; i a la competència vegetal natural.